# Heinrich von Kärnten

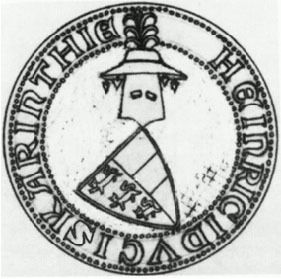
Das Siegel Heinrichs von Kärnten (Umzeichnung)

Heinrich von Kärnten (Jindřich Korutanský, * 1265 (andere Quellen sprechen von 1273); † 2. April 1335 in Schloss Tirol, Tirol) war ein Fürst aus der Meinhardiner-Dynastie. Er war von 1307 bis 1310 König von Böhmen und Markgraf von Mähren sowie Titularkönig von Polen. Zudem war Heinrich von 1310 bis zu seinem Tode als Heinrich VI. Herzog von Kärnten und Krain sowie Graf von Tirol.

## Leben
Heinrich war der Sohn des Kärntner Herzogs Meinhard II. von Görz-Tirol und Elisabeths von Bayern, einer Tochter von Herzog Otto II. Als Heinrich VI. übernahm er nach dem Tode seines Vaters zusammen mit seinen Brüdern die Regentschaft in Kärnten und Tirol. Da er seinen Habsburger Schwager Albrecht I. in der Schlacht bei Göllheim 1298 unterstützte, erhielt er von diesem Reichslehen.

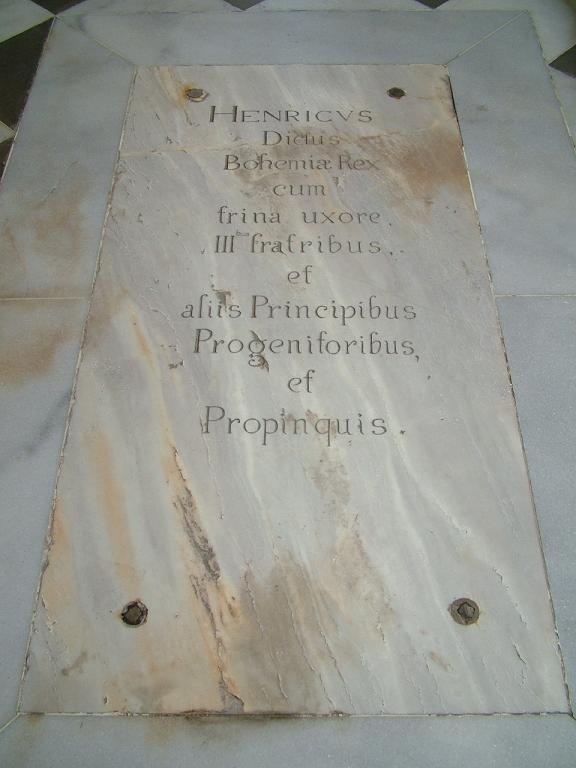
Grabstätte Heinrichs von Kärnten

Nach der Ermordung Wenzels (1306) und dem Tod von Albrechts Sohn Rudolf (1307) wurde er am 15. August 1307 gegen den Widerstand der Habsburger zum König von Böhmen gewählt (begründet durch seine Erbansprüche infolge seiner Vermählung mit Anna, der ältesten Schwester König Wenzels III. von Böhmen).
In Böhmen rief seine Herrschaft bald Widerstand hervor, seine Gegner nahmen 1309/10 Kontakt zum römisch-deutschen König Heinrich VII. auf. Im Juli 1310 wurde Heinrich von Kärnten sein Lehen entzogen und Ende August 1310 der Sohn Heinrichs VII., Johann von Luxemburg, mit dem Königreich belehnt. Ende des Jahres besetzten Truppen unter Johanns Führung Böhmen, Heinrich von Kärnten musste sich aus Prag und schließlich ganz aus Böhmen zurückziehen.
Durch einen Ausgleich mit den Habsburgern (1311 Abtretung des Sanntales an die habsburgische Steiermark) erreichte er, dass besetzte Gebiete in Kärnten geräumt wurden. Trotz großer Anstrengungen schaffte er es nicht, Besitzungen des Bistums Bamberg in Kärnten zu erwerben, da diese an Heinrich VII. verpfändet wurden. Es gelang ihm aber, in Tirol die Lehnshoheit der Trienter und Brixener Bischöfe zurückzudrängen.
Im deutschen Thronstreit zwischen Friedrich dem Schönen und Ludwig dem Bayern vermittelte Heinrich 1325 einen Ausgleich. Ludwig der Bayer sicherte ihm dafür im Jahr 1330 zu, dass Heinrichs Töchter ihm im Anspruch auf die Reichslehen folgen dürften. In einem Geheimvertrag mit den Habsburgern widerrief Ludwig diese Abmachung jedoch noch im selben Jahr; Habsburg konnte daher das Herzogtum Kärnten nach Heinrichs Tod 1335 in Besitz nehmen. Der zweite Landesteil, Tirol, verblieb gemäß der Zusicherung hingegen in den Händen von Heinrichs Tochter Margarete, nachdem die Stände dies einmütig beschlossen hatten.
Heinrich war in erster Ehe mit Anna Přemyslovna vermählt. Später heiratete er Adelheid von Braunschweig (zweite Ehefrau) sowie Beatrice von Savoyen (dritte Ehefrau).
Er wurde in der Stiftskirche des von seinem Vater Meinhard II. gegründeten Klosters Stams in Tirol beigesetzt, wo eine Grabplatte aus weißem Marmor sowie eine vergoldete Statue im so genannten Österreichischen Grab an ihn erinnern.